# حسن أباد (كوه بنج)
حسن أباد (بالفارسية: حسن‌آباد) هي مستوطنة تقع في إيران في البلدة المركزية.